# Kühlanlagenbau Dresden
Der VEB Kühlanlagenbau Dresden hatte eine Monopolstellung für Herstellung und Service von Kleinkälteanlagen in der DDR.

## Geschichte
Das Unternehmen wurde 1953 als VEB Kühlanlagenbau Dresden gegründet ab 1956 in der Dresdner Breitscheidstraße gelegen. Er gehörte ab 1963 zum VVB Luft und Kältetechnik und ab 1970 zum VEB Kombinat Luft- und Kältetechnik (ILKA).
1970 betrug die Mitarbeiterzahl 1852, die sich in der Folgezeit jedoch reduzierte, da der bis dahin zugehörige Kundendienst für Haushaltskühlgeräte ausgegliedert wurde. Der Kühlanlagenbau hatte bis zur Wende eine Monopolstellung für Herstellung und Service von Kleinkälteanlagen in der DDR und war führend auf diesem Gebiet in Osteuropa. Der Umsatz betrug 1989 ca. 340 Mio. Mark und die Zahl der Beschäftigten 1860.
1992 wurde das Unternehmen als Dresdner Kühlanlagenbau GmbH privatisiert. Im Jahr 2013 kam es zur Übernahme des DKA durch die Dussmann Group. Die Firma hat deutschlandweit rund 30 Standorte. Im Jahr 2017 hatte das Unternehmen 650 Mitarbeiter.